# 베네토어

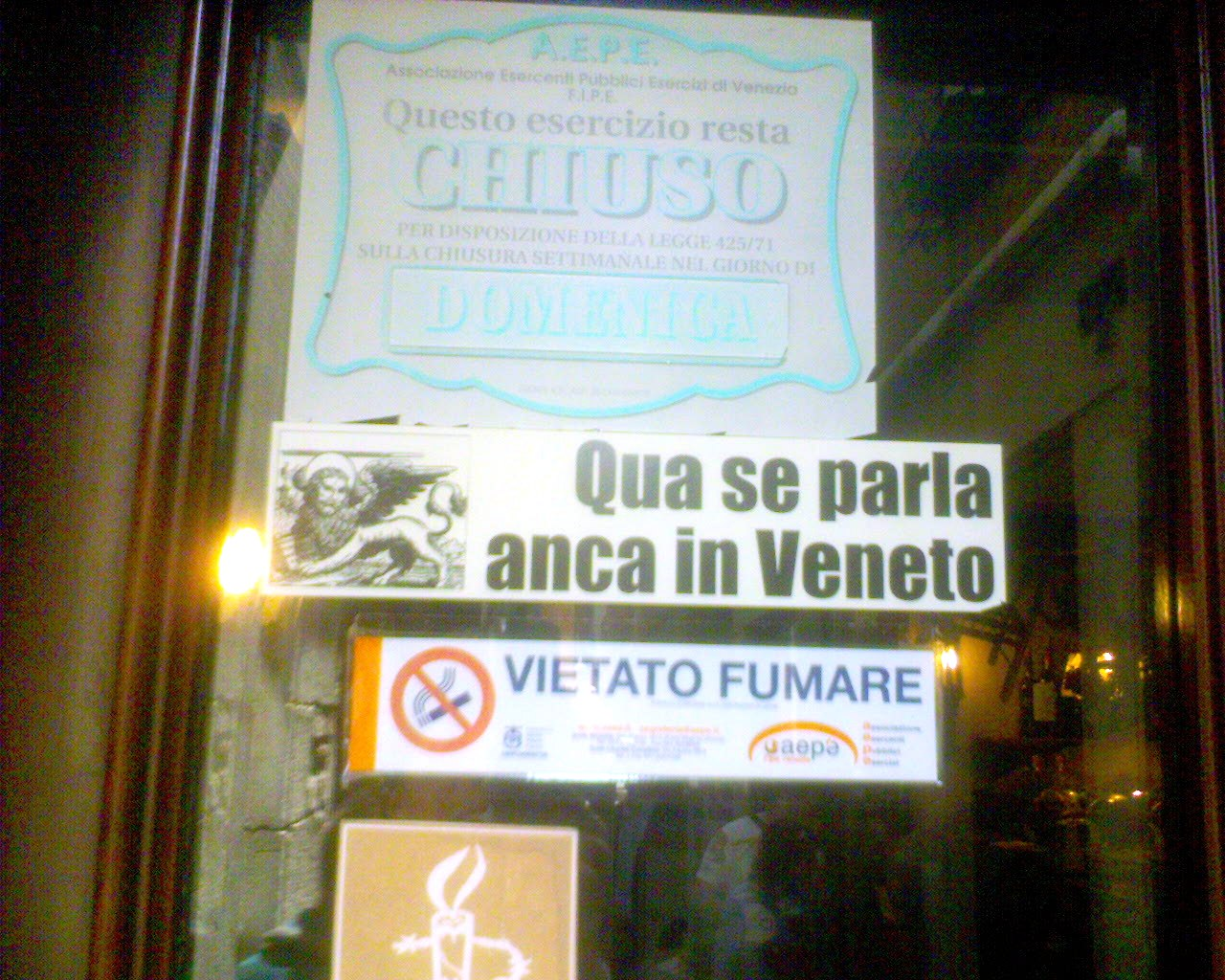
베네토어 간판: "이곳에서는 베네토어를 말합니다"라고 쓰여 있다

베네토어(이탈리아어: vèneto)는 주로 이탈리아 베네토주에서 사용되는 로망스어 계열의 언어이다. 이탈리아 밖에서는 지리적으로 가까운 크로아티아, 슬로베니아 등에서도 일부 쓰인다. 보통 이탈리아 국내에서는 이탈리아어 방언으로 다루나, 표준 이탈리아어와는 여러 가지 차이가 있다. 2007년 3월 28일에는 베네토 주의회에서 베네토어(Łéngua Vèneta)의 공적 사용을 인정하는 법안이 가결되기도 하였다. 베네토어 이외에 표준 이탈리아어의 베네토 방언은 따로 있다. 또한 기원전 6세기 무렵 인도유럽어계통의 베네티카어라는 언어가 현재의 베네토 지역에서 사용된 바 있는데, 이 언어와도 직접 관련은 없다.

## 베네토어 자음 음소
|                |        | 순음 | 치음 | 치경음 | 후치경음 /경구개음 | 연구개음 |
| -------------- | ------ | ---- | ---- | ------ | ------------------ | -------- |
| 비음           | 비음   | m    |      | n      | ɲ                  | ŋ        |
| 파열음/ 파찰음 | 무성음 | p    | t    | (t͡s)   | t͡ʃ                 | k        |
| 파열음/ 파찰음 | 유성음 | b    | d    | (d͡z)   | d͡ʒ                 | ɡ        |
| 마찰음         | 무성음 | f    | (θ)  | s      |                    |          |
| 마찰음         | 유성음 | v    | (ð)  | z      |                    |          |
| 탄음           | 탄음   |      |      | ɾ      |                    |          |
| 접근음         | 접근음 | w    |      | l      | j                  | (e̯)      |